# Axon
Axon (från grekiska ἄξων, som betyder axel ), också känt som nervtråd och nervfiber, är ett utskott från ett neuron (en nervcell) som sprider nervimpulser och tar kontakt med andra nervceller eller en annan effektorcell (muskelcell, körtelcell). Axonerna kan vara upp till en meter långa och har en diameter på 0,1–20 μm (hos jättebläckfisken kan de ha en diameter på så mycket som 1000 μm, dvs en millimeter). Axonet kan vara isolerat med myelin som ligger längs axonet och vars isolerande funktion underlättar impulsens fortplantning. Myelinet separeras kontinuerligt av områden utan myelin. Dessa områden kallas för Ranviers noder, och innehåller spänningskänsliga jonkanaler. Myelinet förhindrar läckage av laddning genom axonets membran, och möjliggör därför överföring av impulsen betydligt längre och betydligt snabbare, innan den försvagas. Axonet avslutas med en synaps där en signalsubstans frigörs, som ett resultat av impulsen.